# 潘鳴球
潘鸣球（1873年—1932年），又名霞青，江苏阳湖县（今属常州市）人。清末官员。

## 生平
潘鸣球于光绪三十年（1904年）考中甲辰恩科二甲第六十七名进士。历任河南洛阳、商城县知县。民国初年，任财政部秘书、科长。后返归故里，曾担任县修志局副主任。
著有《养和堂类稿》。